# Болгарська окупація Македонії та Західної Фракії (1941—1944)

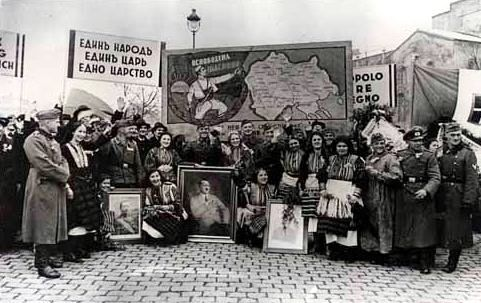
Македонські болгари у Скоп'є позують із німецькими військовиками під час операції сил Осі проти Югославії у квітні 1941 р. Напис на плакаті вихваляє об'єднання Болгарії та Македонії.

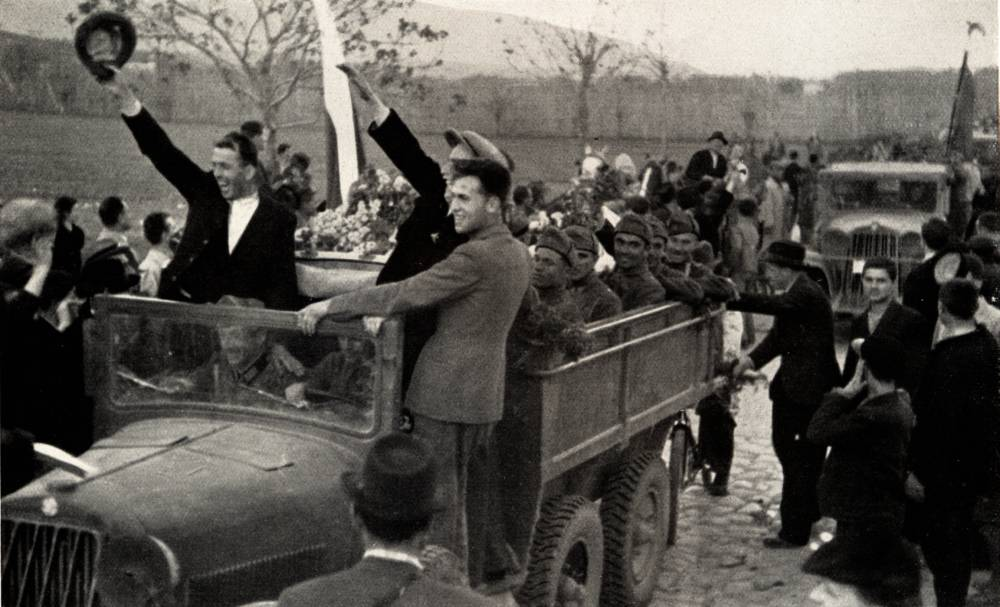
Вступ болгарських військ у Вардарську Македонію у квітні 1941 р.

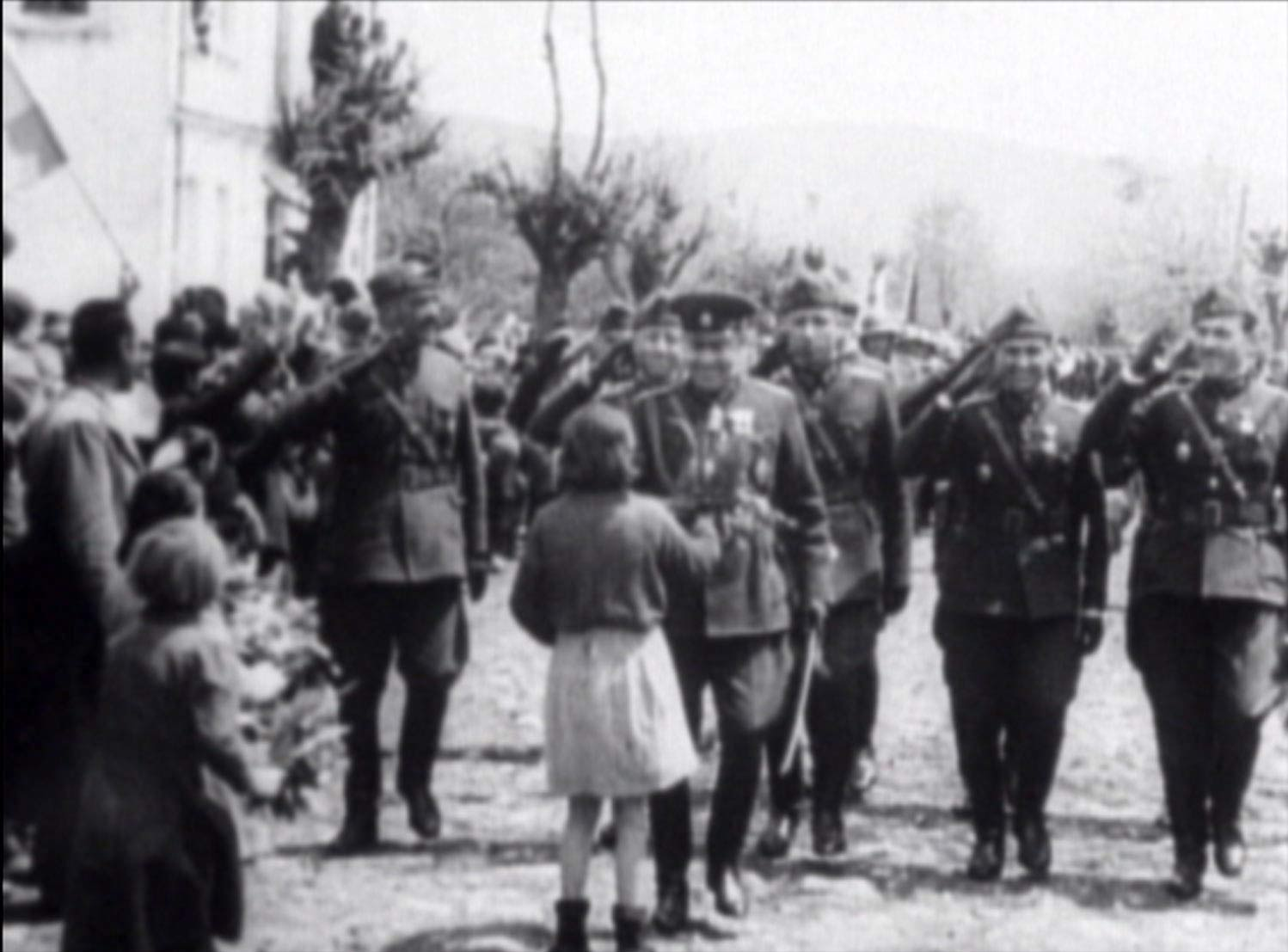
Зустріч болгарських військ у Бітолі 20 квітня 1941 року

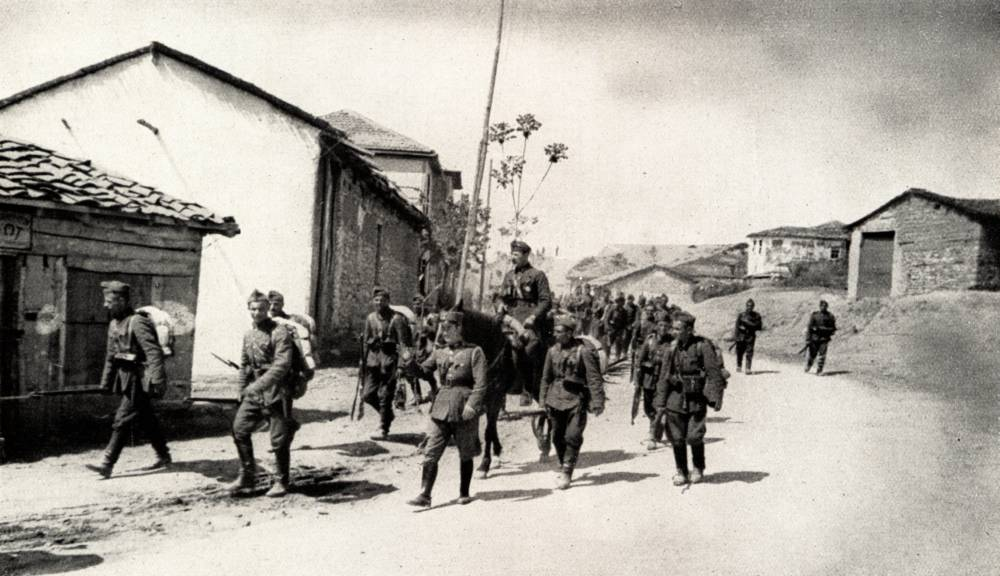
Болгарські підрозділи займають село в Егейській Фракії, квітень 1941 р.

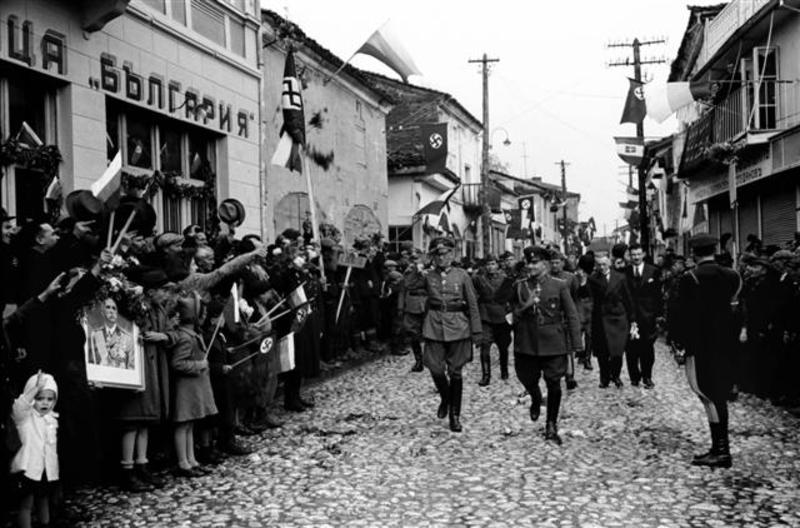
Передача Охрида від італійців під болгарське управління за посередництва німців, травень 1941 р.

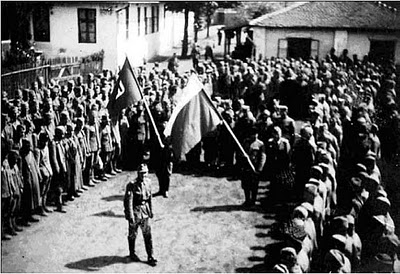
Македонські військовополонені перед визволенням із німецького полону, Тімішоара, травень 1941 р. З болгарською допомогою було звільнено більш ніж 12 тис. македонських військовополонених із колишньої югославської армії.

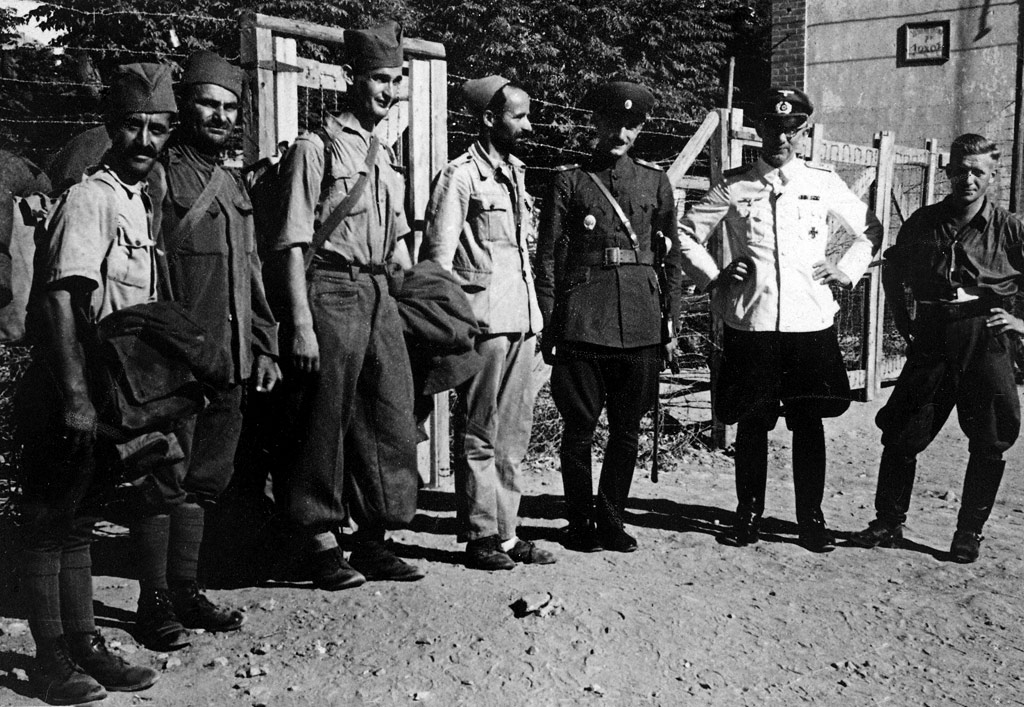
Професор Димитр Яранов (третій праворуч) — керівник місії при штабі вермахту в Салоніках разом із німецьким офіцером визволяє грецьких військовополонених болгарського походження, червень 1941 р.

Болгарська окупація Македонії та Західної Фракії (болг. Българското управление в Македония, Поморавието и Западна Тракия) — перебування Вардарської Македонії, Егейської Македонії та Західної Фракії під владою Болгарії в часи Другої світової війни.
19 квітня 1941 року болгарські війська вступили в Югославію з метою зайняти Вардарську Македонію, а 20 квітня ввійшли у Грецію і зайняли Східну Македонію і Фракію, а також Західну Фракію. Загалом до Болгарського царства було приєднано 42466 км2 території з населенням 1,9 млн осіб. Виникла Велика Болгарія від Чорного моря до Егейського. Загальна площа держави стала 150 668,1 км2.
5 вересня 1944 року війська 3-го Українського фронту у взаємодії з Чорноморським флотом перейшли румунсько-болгарський кордон і почали просування вглиб Болгарії, а 16 вересня  вступили в Софію. Наприкінці війни болгарська армія воювала на боці Антигітлерівської коаліції в Югославії, Угорщині та Австрії проти німецьких і угорських військ.
Згідно з Паризькою мирною угодою від 10 лютого 1947 року, Болгарія відмовилася від Югославської Македонії. Втрати болгарських військ під час несення окупаційної служби в Югославії і Греції в 1941—1944 роках становили близько трьох тисяч, убитих головним чином у результаті сутичок із місцевими партизанами.

## Передісторія
У листопаді 1940 року під час візиту Молотова до Берліна радянська сторона домагалася згоди Німеччини на укладення радянсько-болгарського пакту про взаємодопомогу на зразок тих, які вже було укладено з країнами Балтії, та про розміщення там радянських військових баз. Гітлер ці пропозиції відкинув, пояснивши це тим, що не треба втягувати Болгарію у війну. Хоча ще 12 листопада 1940 року він підписав директиву про підготовку воєнної операції проти Греції з використанням території Болгарії як одного з плацдармів для вторгнення.
Попри незгоду Гітлера 24 листопада радянський уряд запропонував Софії укласти пакт про взаємодопомогу. Болгарські комуністи (Болгарська робітнича партія) почали масовану пропагандистську кампанію за прийняття радянських пропозицій. Було зібрано 340 тисяч підписів під закликом до царя Бориса схвалити радянську пропозицію. Проте керівники Болгарії монарх і пронімецький прем’єр-міністр, історик Богдан Філов усвідомлювали, що в разі підписання договору про взаємодопомогу країну очікує доля держав Балтії. Вони вирішили прохати захисту у Німеччини. 2 лютого 1941 року Болгарія і Німеччина домовилися про розташування німецьких військ на болгарській землі. 1 березня 1941 року Філов підписав у Відні протокол про приєднання Болгарії до Троїстого пакту Німеччини, Італії та Японії. Болгарія відмовилася почати військові дії проти Югославії і Греції, але згодилася надати свою територію німецьким підрозділам для нападу на них, а надалі ввести свої війська у Македонію і висунути шість дивізій до турецького кордону.

## 1941
У період із 6 по 17 квітня 1941 року нацистська Німеччина і фашистська Італія напали і окупували Королівство Югославія. Ще 8 квітня у Скоп'є колишні діячі ВМРО обмірковували проголошення незалежної Македонії під німецьким протекторатом. 9 квітня із Софії у Скоп'є прибули Стефан Стефанов і Васил Хаджикимов, які організували 13 квітня Болгарський центральний акційний комітет. Група з 32 осіб обрала мером Скоп'є Спіро Китанчева, відсторонила сербського митрополита міста, радіостанція «Скоп'є» почала вести мовлення болгарською мовою. 19 квітня у Вардарську Македонію увійшла П'ята болгарська армія згідно з положеннями Тимчасових директив про поділ Югославії від 3 квітня. 24 травня остаточно захопили Охрид.У краї сформувалася 5-та армійська область, яка включала 15-ту і 17-ту піхотні дивізії та інші військові частини. Начальником армійської області призначено генерала Ніколу Міхова. Чисельність військ в області до 1943 року становила 22 000 вояків і офіцерів, після чого вона досягла 32 000 військовослужбовців. Військові частини поповнювалися здебільшого місцевими македонськими болгарами. 1 жовтня 1941 року в Скоп'є створено військово-польовий суд, крім того у Бітолі, Прілепі, Струмиці і Велесі утворено окружні суди, а в решті міст — районні суди.
Македонський крайовий комітет КПЮ під проводом Методія Шатарова не визнав болгарських військ окупаційними, відмовився воювати з ними і намагався приєднатися до БКП.
Також із 19 квітня почалася анексія Болгарією т. зв. Західних покраїн (прикордонних територій біля міст Димитровград і Босилеград) та Поморав'я на західному кордоні з Сербією, як того вимагав іще Сан-Стефанський мирний договір.
6 квітня Німеччина почала вторгнення в Грецію, яку розгромила і захопила 30 квітня. 13 квітня Гітлер видав Директиву № 27, якою обумовлювалася майбутня окупація Греції. 20 квітня 1941 року Друга болгарська армія увійшла у «Біломор'я», Егейську Македонію і Західну Фракію. Болгарія займала майже всю територію між річками Струма та Мариця, за винятком вузької демілітаризованої смуги вздовж кордону з Туреччиною на захід від Мариці.
Територіальні набутки Болгарії сягнули 39 756,6 км2: Західні покраїни — 2 968 км2, Македонія — 23 807 км2, Егейська Фракія — 12 363 км2, острів Тасос — 443 км2 та острів Самотракі — 184.

## 1942—1943
Окрім безпосередньо приєднаних до Болгарії Піротського та Вранського районів, німці згодом вимагають від Болгарії розгорнути війська в Сербії. Так, 7 січня 1942 року болгарські війська заходять углиб Шумадії. Контрольована зона охоплює на захід від болгарського кордону такі території: на північ від гори Голак, на схід від річки Ібар, включаючи Кралево і Крагуєваць, а також території на південь від міста Лапово. У липні 1943 року окупаційна зона значно розширилася аж до околиць Белграда.

## Адміністративний устрій

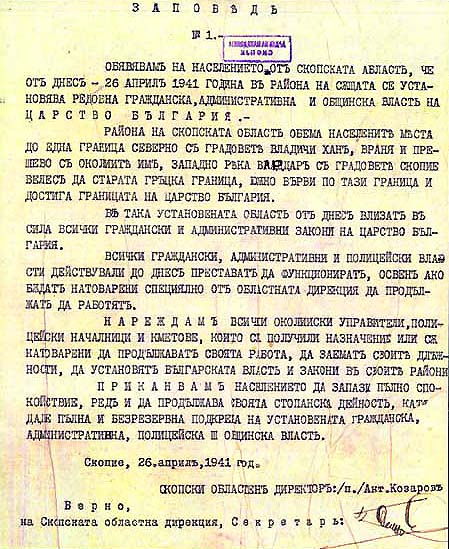
Розпорядження скоп'євського обласного управителя Антона Козарова, яким в області вводилося болгарське управління

Болгарія запроваджує болгарське законодавство та встановлює три адміністративні центри: Бітола, Скоп'є та Ксанті. Відновлюються єпархії болгарського екзархату та болгарські школи. Уряд вживає заходів для підтримки повернення біженців з Македонії та Фракії до своїх рідних місць. Вардарська Македонія адміністративно ділиться на дві області: Скоп'євську і Бітольську. В обох областях вибудовуються правоохоронні структури: три міські управління поліції у Бітолі, Скоп'є і Прілепі та 21 районне відділення. В обласних центрах Бітола і Скоп'є додатково створено обласні поліційні комендатури. Загальна чисельність працівників поліції становила 4797 осіб. При обласних управліннях і районних відділеннях діяли відділи державної безпеки.

## 1944

### Виведення болгарської адміністрації та армії
1 червня 1944 р. новим керівником уряду став Іван Багрянов. Він намагався за допомогою Великої Британії і США вивести Болгарію з війни без найменшого натяку на розрив відносин з Німеччиною, маючи на меті відтіснити СРСР від розв'язання балканських проблем.
24 серпня 1944 р. представники радикальної опозиції на зустрічі з прем’єром Багряновим зажадали від нього негайно передати владу їм. Одержавши відмову, опозиція закликала своїх прибічників збройним шляхом усунути уряд від влади і змінити зовнішньополітичний курс держави.
26 серпня 1944 року перед загрозою вступу Червоної Армії, яка насувалася з Румунії, уряд Івана Багрянова оголосив про нейтралітет Болгарії у війні між Німеччиною і Радянським Союзом. Він наказав німецьким військам покинути країну, а тих, які відмовляться, роззброїти.
Одночасно він видав розпорядження Генеральному штабу розпочати виведення власних військ із Югославії та Греції. Через кілька днів він розірвав дипломатичні відносини з Німеччиною і прагнув добитися офіційного перемир'я від США і Великої Британії. Проте ці заходи виявилися недостатніми. Уряд фактично перестав володіти ситуацією в країні. За цих обставин ватажок крайньо правого фашистського «Союзу ратників за поступ болгарського духу» проф. Асен Кантарджиєв спробував телефоном переконати командувача П'ятої армії Кочо Стоянова вирушити маршем на Софію і встановити в країні військове правління, поваливши уряд і поставивши прем'єром Александра Цанкова. 30 серпня Стоянов, вагаючись, вирішив поїхати зі Скоп'є в Софію, щоб вивчити ситуацію на місці. Тим часом, щоб уникнути катастрофи, яка насувалася, регентська рада доручила одному з ватажків селянської партії Болгарський землеробський народний союз «Врабча 1» Константину Муравієву сформувати новий кабінет на основі широкої коаліції. Представники радикальної опозиції в особі, перш за все, ватажків Вітчизняного фронту відмовилися прийняти пропозицію про входження в новий уряд. Політична криза в країні тривала. Тим часом, сформований 2 вересня 1944 р. уряд Муравієва в той самий день негайно скасував всі акти, які забороняли діяльність політичних партій, антисемітські закони, розформував каральні структури жандармерії, оголосив амністію політичним в’язням тощо. У зовнішній політиці кабінет Муравієва, ведучи перемовини з англо-американським командуванням в Каїрі про укладення перемир’я, зобов’язався суворо дотримуватися нейтралітету і вивести Болгарію з війни. Між тим, 4 вересня німецькі війська захопили штаб Болгарського окупаційного корпусу в Нишкій Бані (Ниш) і штаби трьох тамтешніх болгарських дивізій. Незважаючи на ці обставини, 5 вересня СРСР оголосив війну Болгарському царству. 6 вересня уряд Болгарії вирішив оголосити війну Німеччині з 8 вересня, що обумовлювалося потребою деякого часу для перегрупування болгарських військ у Македонії та Східній Сербії, щоб не дозволити німцям атакувати Софію з метою підтримати переворот. Проте заколот не вдався, і 6 вересня в Софії генерал-майора Стоянова було заарештовано. Того ж дня у штаб П'ятої болгарської армії надійшов наказ зібратися всім окупаційним силам 9 вересня у Прілепі, а потім разом вийти до старих кордонів. Тим самим П'ята армія фактично не повинна була дозволити німцям вийти на старі кордони Болгарії. Тим часом, новий командувач, що замінив Стоянова, 7 вересня 1944 року уклав з німецьким штабом у Скоп'є угоду про «символічну» війну двох держав у Македонії. Ця його дія відіграла двояку роль: болгарські частини були спантеличені і деморалізовані та почали відступ дезорганізовано і хаотично. Німецькі війська, що виводилися з Греції, наштовхувалися на розрізнені підрозділи болгар і масово брали їх у полон.
Бої між болгарською армією та частинами Вермахту в Македонії почалися відразу ж після перевороту 9 вересня 1944 р. Новим командувачем П'ятої армії призначено генерала Владимира Кецкарова, якому міністр оборони Дамян Велчев наказав зв'язатися з Головним штабом партизанського руху, щоб домовитися про спільні дії проти німців. Такий зв'язок установили у Пехчево, та через поведінку партизанських представників позитивних результатів не досягнуто. Таким чином, болгарська армія продовжила свій вихід. Тільки 17-та піхотна дивізія, яка була найближче до старого кордону, зуміла повністю вийти, і лише 15-та дивізія чинила опір і вела бої коло Бітоли і Прілепа за підтримки болгарської авіації, після чого відійшла невеличкими групами в Болгарію. Югославські партизани, попри те, що нова влада в Софії оголосила про розрив з гітлерівською коаліцією, мали вказівку ставитися до болгар як до ворожої сили, що вони й робили. Все ж, у перші кілька днів після 9 вересня 1944 болгарським військам удалося відбити німецькі підрозділи, що наступали на напрямках Кула—Видин та Кюстендил—Софія.
Між тим, наприкінці серпня Болгарія вийшла з центральних частин Егейської Македонії, але 7-ма піхотна дивізія перегородила східний напрямок по долині річки Струма. Там у середині вересня вона успішно відбила кілька обмежених нападів німецьких військ. Таким чином Болгарія сподівалася закріпити за собою цю частину новоздобутих земель, включаючи Східну Македонію та Фракію. Радянський Союз теж спочатку вважав, що у післявоєнні межі країни можна включити, принаймні, Західну Фракію і, таким чином, забезпечити стратегічний вихід до Егейського моря. Але Велика Британія, чиї війська в той самий час увійшли в Грецію, заявила, що попередня умова для підписання перемир'я з Болгарією — це виведення болгарських військ за старі кордони держави. Таким чином, наприкінці вересня адміністративна влада у Східній Македонії та Фракії почала переходити до органів місцевого грецького партизанського самоврядування. 10 жовтня болгарська армія почала швидко евакуюватися, залишаючи майна вартістю близько 26 млрд левів. З армією посунули на північ тисячі болгар, змушені через чергову болгарську невдачу стати біженцями. Відхід завершився 26 жовтня, коли болгарська делегація остаточно передала владу Народно-визвольній армії Греції.

### Перехід на бік союзників

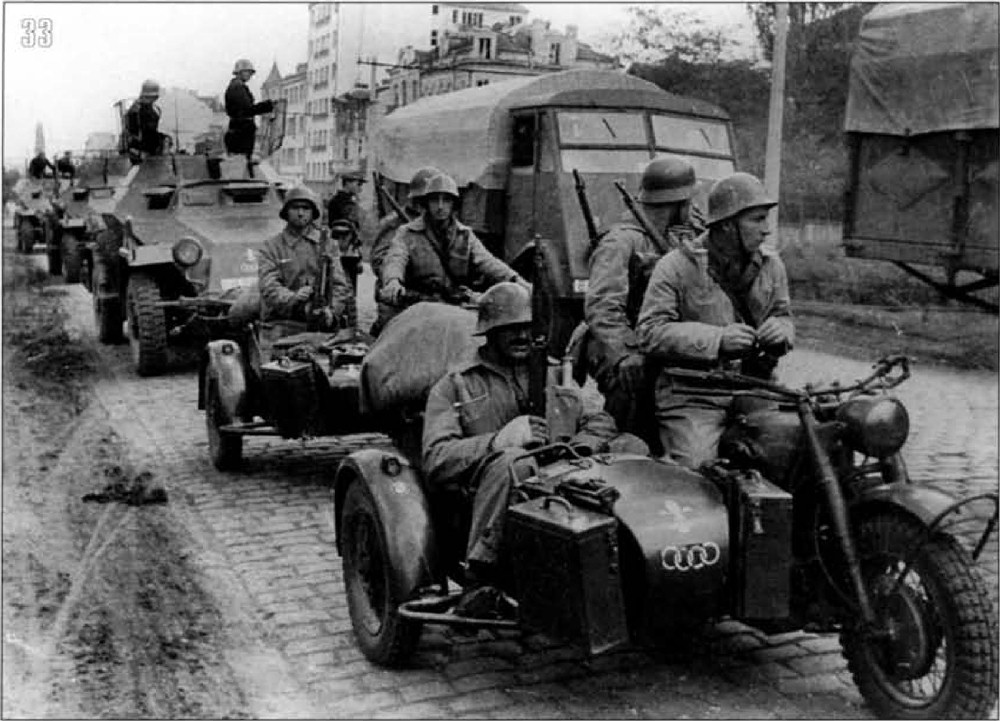
Болгарська колона на шляху до Югославії в жовтні 1944 р.

На практиці військові дії проти німців почалися після приходу до влади уряду Вітчизняного фронту на чолі з Георгієвим, який відразу ж підписав перемир'я з Радянським Союзом, вступивши у війну проти Німеччини. Обстановка на Балканах восени 1944 року була сприятливою для реалізації зовнішньополітичної програми югославських політиків щодо відновлення довоєнних кордонів Югославії. Як колишній союзник Третього Райху болгарська держава перебувала у важкій міжнародній ізоляції. Для виходу із ситуації, що склалася, вона не могла розраховувати на підтримку Румунії, чия становище не відрізнялося від болгарського. Позиція Туреччини була відкрито ворожою, а що стосувалося Греції, то країна була на порозі громадянської війни. За цих умов на Балканах найбільш стабільним партнером уряду Вітчизняного фронту виявився т. зв. Національний комітет визволення Югославії. Тому 5 жовтня 1944 року в місті Крайова було укладено Крайовський договір про військове співробітництво між Болгарією та представниками опору окупованої Югославії. Було досягнуто згоди до кінця війни не порушувати питання про «західні покраїни», а також про Піринський край. 28 жовтня у Москві було підписано т. зв. Московське перемир'я з СРСР, США та Великою Британією, за яким Болгарія переходила на бік союзників.
Прагнення забезпечити якомога сприятливіший для Болгарії вихід із Другої світової війни, уникнувши нових територіальних втрат, визначало політичне життя країни після 9 вересня 1944 р. і до лютого 1947 р., коли в Парижі було підписано мирний договір із Болгарією, який, завдяки підтримці СРСР, зберіг її цілісність у кордонах станом на 1 січня 1941 р.

### Повернення болгарської армії в регіон

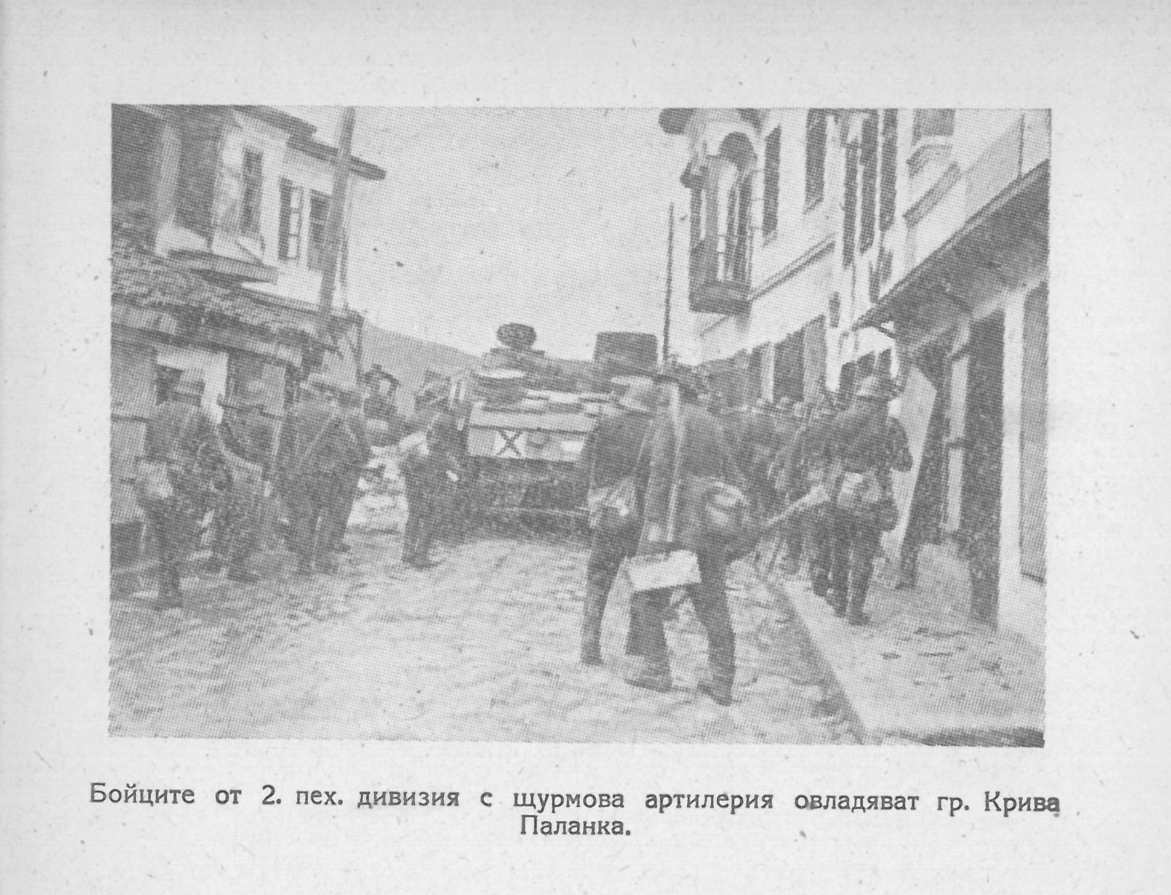
Болгарські вояки входять у місто Крива Паланка в жовтні 1944 р.

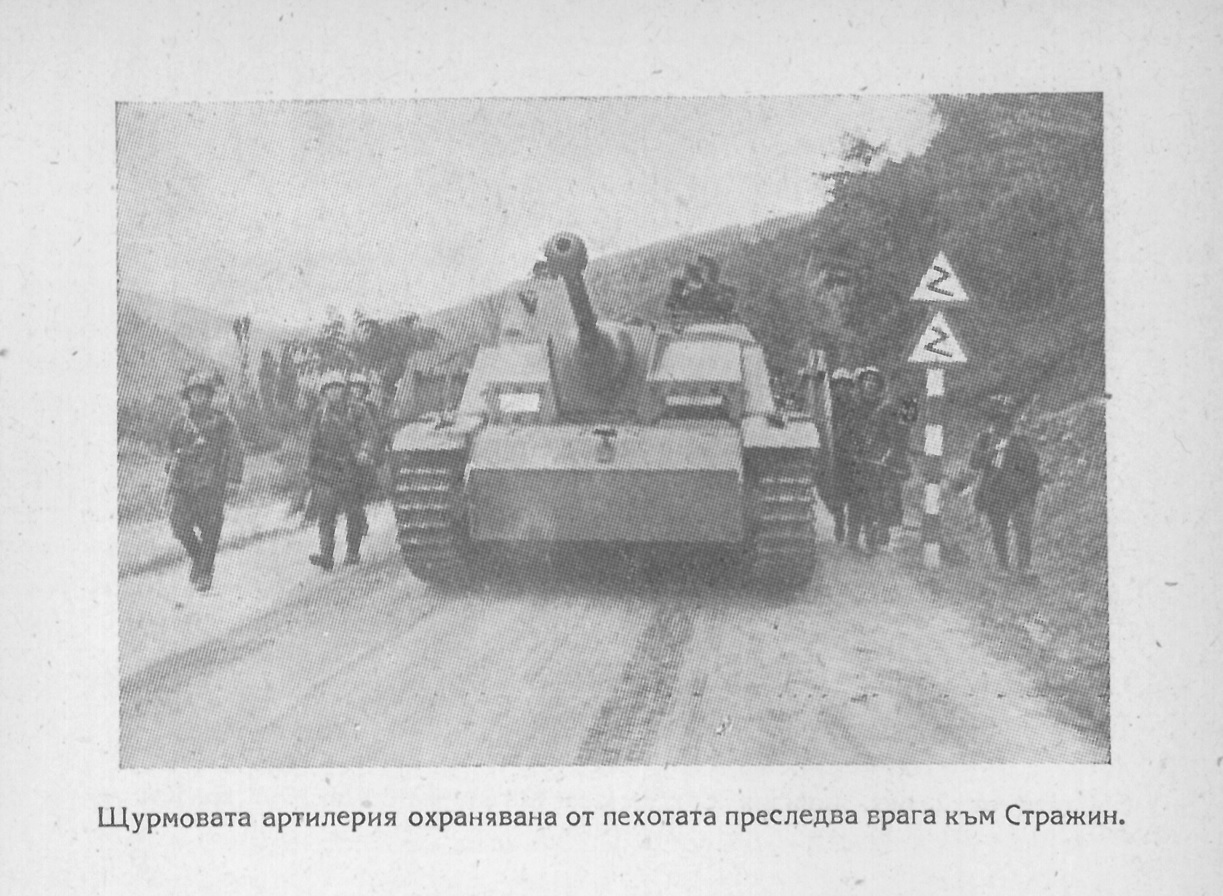
Болгарські частини просуваються до хребта Стражин перед битвою під Страцином в жовтні 1944 р.

18 вересня 1944 болгарська армія перейшла в оперативне підпорядкування командувача III Українського фронту маршала Толбухіна. Мобілізація болгарської армії (перейменованої на Болгарську народну армію) почалася 18 вересня і закінчилася наприкінці того місяця. Перед болгарським військом як складовою сил радянського III Українського фронту поставили завдання забезпечити лівий фланг Червоної Армії, розгромити ворожі війська в Сербії і Вардарській Македонії та перерізати шлях відступу з Греції групі армій «E» в долинах Морави, Вардара та Ібара. Військова група включала 10 дивізій, 8 бригад та інші військові сили. З 8 до 14 жовтня 1944 болгарські війська провели Ниську наступальну операцію — було розгромлено елітну 7-му дивізію СС і взято Ниш. 8 жовтня — 19 листопада проведено Страцинсько-Кумановську операцію і зайнято Страцин, Куманово і Скоп'є. Унаслідок чергової операції болгарські підрозділи оволоділи такими населеними пунктами, як Царево Село, Кочани, Штип, Струмиця, Велес тощо. З 21 жовтня по 30 листопада пройшла Косовська операція, під час якої здобуто міста Подуєво, Приштина, Косовська Мітровиця, Рашка і Новий Пазар. Югославські партизани повсюди ставилися до болгар як до окупантів. Таким чином, під політичним тиском югославських партизанів після визволення Вардарської Македонії і Поморав'я Друга і Четверта армії були змушені відступити назад до старих кордонів Болгарії, і тільки Першу болгарську армію було залишено в розпорядженні ІІІ Українського фронту.
Цим було виконано положення «Московського перемир'я», яким Болгарія зобов'язалася надати свої збройні сили радянському командуванню, а болгарська армія, цивільна адміністрація і всі болгарські громадяни виводилися з Вардарської Македонії, Поморав'я, Східної Македонії та Фракії. Перемир'я поставило Болгарію у становище окупованої держави під управлінням Союзницької контрольної комісії.